# Ювелирное изделие - трансформер
Ювелирные изделия-трансформеры — это ювелирные украшения, которые могут видоизменяться по внешнему виду или функции. Их можно определить в литературе по двойному названию: «брошь-браслет» или «брошь-кулон».
Понятие «трансформер» появляется в русском языке в 90-х годах XX века в значении «видоизменяющийся». В английском языке transformer — термин, употребляемый в дизайне мебели для определения предметов, которые путём трансформаций меняют не только форму, но и функцию. Сейчас понятие «трансформер» расширилось и употребляется применительно и к ювелирным украшениям.

## Виды украшений
- украшения с переменной функцией;

К первой группе, к украшениям с переменной функцией, можно отнести такие изделия, как: броши-браслеты, слайд-браслеты, состоящие из подвижно закрепленных звеньев, являющихся самостоятельными украшениями, броши-кулоны и т. д.
Наиболее известный трансформер данного вида — это колье-браслет Zip — молния, созданная фирмой Van Cleef & Arpels в 1954 году. Украшение не имеет аналогов в мире до сих пор. Молния в закрытом состоянии — браслет, а в открытом состоянии — эффектное колье.
- украшения, видоизменяющиеся внешне.

Вторая группа украшений-трансформеров, способных видоизменяться внешне — это серьги-трансформеры со съемными подвесками, колье и кольца с заменяющимися элементами, кольца, которые можно разделить на два и носить как по отдельности, так и вместе, кольца, у которых одна внешняя шинка может раскрываться на две половины и можно носить облегченный вариант, кольца с переворачивающимися вставками и др.
К этой же группе относятся кольца Van Cleef & Arpels, которые можно носить на двух пальцах и на одном. Кольцо имеет поворотный механизм, позволяющий двум шинкам вращаться относительно точки соединения.

## Принципы действия
- принцип вращения элементов вокруг точки или оси.
- принцип отсоединения элементов.

Оба принципа одинаково применимы в обеих группах ювелирных украшений-трансформеров. Например, кольцо на два пальца с двумя шинками фирмы Van Cleef & Arpels и кольцо-кулон фирмы «Гелиос-опт», у которого в верхней части кольца предусмотрена петля кулона, а шинка подвижно закреплена и может стать подвеской кулона. Оба кольца трансформируются за счет поворота элементов. А колье со съемными подвесками и браслет с отстегивающейся центральной частью, использующейся в качестве броши, трансформируются по принципу отсоединения элементов.
Поскольку механизмы отсоединения деталей проще в изготовлении и эксплуатации, количество украшений со съемными элементами преобладает на современном рынке ювелирных украшений. Но принцип вращения элементов дает больше интересных и необычных решений, исчезает риск потери деталей украшения. Данный принцип не раскрыт в полной мере и является наиболее перспективным для дизайнера ювелирных изделий.